# Shoot Out the Lights
Shoot Out the Lights je šesté a poslední studiové album britského hudebníka Richarda Thompsona a jeho manželky, zpěvačky Lindy Thompson. Album vyšlo v březnu 1982. Nahráno bylo v listopadu předchozího roku v londýnském studiu Olympic Studios a o produkci se staral Joe Boyd.

## Seznam skladeb
| Pořadí | Název                           | Délka |
| ------ | ------------------------------- | ----- |
| 1.     | Don't Renege on Our Love        | 4:19  |
| 2.     | Walking on a Wire               | 5:29  |
| 3.     | Man in Need                     | 3:36  |
| 4.     | Just the Motion                 | 6:19  |
| 5.     | Shoot Out the Lights            | 5:24  |
| 6.     | Back Street Slide               | 4:33  |
| 7.     | Did She Jump or Was She Pushed? | 4:52  |
| 8.     | Wall of Death                   | 3:43  |

## Obsazení
- Richard Thompson – zpěv, kytara, akordeon, dulcimer
- Linda Thompson – zpěv
- Simon Nicol – kytara
- Dave Pegg – baskytara
- Pete Zorn – baskytara, doprovodné vokály
- Dave Mattacks – bicí
- Norma Waterson – doprovodné vokály
- Mike Waterson – doprovodné vokály
- Lal Waterson – doprovodné vokály
- Martin Carthy – doprovodné vokály
- Clive Gregson – doprovodné vokály
- Stephen Corbett – kornet
- Brian Jones – kornet
- Phil Goodwin – tuba
- Stephen Barnett – pozoun
- Mark Cutts – pozoun